# 유 돈 노우 잭
《유 돈 노우 잭》(You Don't Know Jack)은 2010년 공개된 텔레비전 영화이다.

## 출연

### 주연
- 알 파치노
- 브렌다 바카로

### 조연
- 존 굿맨
- 데어드르 오코넬
- 토드 서스맨
- 제레미 봅
- 제임스 얼바니악
- 헨리 스트로지어
- 샌드라 시캣
- 수잔 서랜든
- 데이빗 윌슨 반스
- 코터 스미스
- 대니 휴스턴
- 존 루
- 알렌 루이스 릭맨
- 테레사 옌퀘
- 제이미 티렐리
- 존 헨리 콕스
- 안나 리더
- 앤젤라 피어스
- 조나단 티그 쿡
- 톰 켐프

## 기타
- 미술: 마크 리커
- 세트: 레나 드안젤로
- 소품팀: 에이미 프리츠
- 소품팀: 토드 세이드맨
- 의상: 리타 라이악
- Ass-PD: 드류 갤러거
- Ass-PD: 스티븐 마키 3세
- Ass-PD: 트로이 파워스
- 배역: 엘렌 체노워스

## 수상 정보
63회 미국작가조합상(2011) TV영화-미니시리즈 각본상(아담 메이저)
17회 미국배우조합상(2011) 남우주연상-TV영화/미니시리즈(알 파치노) 남우주연상-TV영화/미니시리즈(존 굿맨), 여우주연상-TV영화/미니시리즈(수잔 서랜든)
63회 미국감독조합상(2011) 감독상-TV 영화/미니시리즈(배리 레빈슨)
68회 골든글로브시상식(2011) 남우주연상 - TV 미니시리즈, 영화(알 파치노) 작품상 - TV 미니시리즈, 영화
62회 에미상(2010) 미니시리즈, TV영화-남우주연상(알 파치노), 미니시리즈, TV영화-각본상(아담 메이저)